# تخطيط النوم

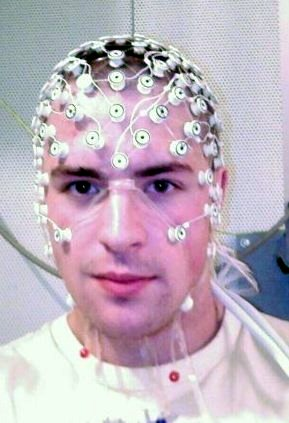
استعداد لتخطيط كهربية الدماغ

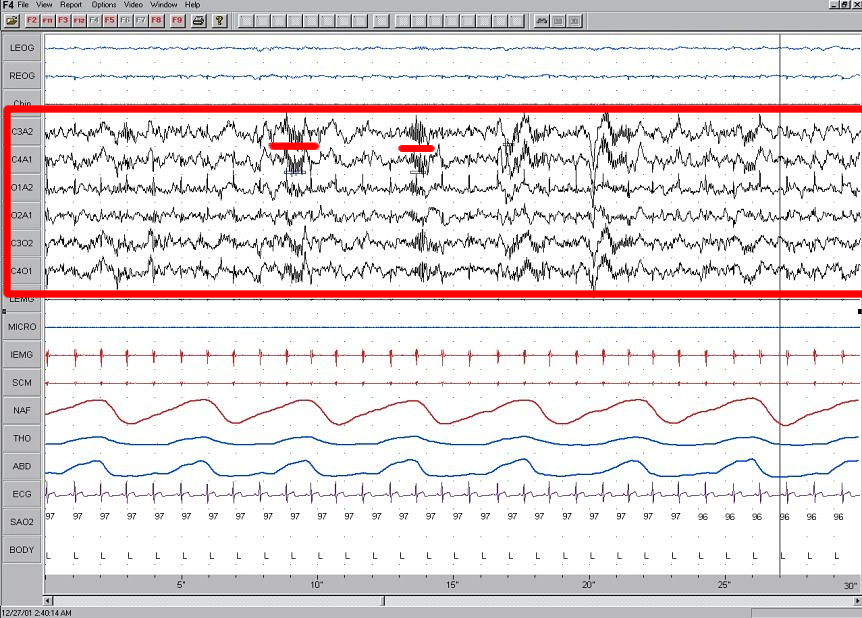
تخطيط كهربية الدماغ

تخطيط النوم (PSG) أو اختبار النوم المتعدد (بالإنجليزية: polysomnography)‏ هو تسجيل التَّغيُّرات الفيزيائية والحيويّة عند المريض أثناء النوم لتشخيص أمراض النوم. يسجل تخطيط النوم الموجات الدماغية، نسبة الأوكسجين في الدم، ومعدل ضربات القلب والتنفس وحركة العينين والرئتين أثناء النوم. تُسمى نتيجة الاختبار مخطط النوم 